# 圣井岗龙神庙
圣井岗龙神庙，位于中国河北省邯郸市户村镇，为邯郸市邯郸县的一个省级文物保护单位，类型为古建筑，公布时间为2001年2月7日。
圣井岗龙神庙的历史年代为明、清。
1900年直隶山东大旱，义和团民纷纷起来，要扫平洋人和教徒，推到教堂，认为如此做就能求得上天下雨。朝廷也因干旱无雨而焦虑不已，因此在6月12日派官员王培佑前往邯郸县龙神庙迎请铁牌到京。上谕说：“谕军机大臣等、本年京师雨泽稀少。尚未渥沛甘霖农田待泽孔殷。实深焦盼。著派王培佑克日前赴直隶邯郸县龙神庙。敬谨迎请铁牌到京。在大光明殿供奉。以迓和甘。将此谕令知之。”但终究也没有求得来雨，义和团愈演愈烈，最终酿成庚子国乱。